# Thyrfing (álbum)
Thyrfing es el álbum debut de la banda de viking metal sueca Thyrfing. Fue lanzado en 1998 en Hammerheart Records, y fue reeditado por varios sellos discográficos: Karmaggedon Media en 2004, Hammerheart en 2005, y Candlelight en 2004.

## Lista de canciones
1. Raven Eyes - 3:37 (Kristensson/Lindgren/Lof/Sjolund)
2. Vargavinter (Wolf Winter) - 2:59 (Lindgren/Lof)
3. Set Sail to Plunder - 4:22 (Sjolund/Lindgren/Lof/Vaananen)
4. Ur Askan Ett Rike (From The Ashes A Kingdom) - 3:04 (Kristensson/Lindgren/Lof)
5. Celebration of Our Victory - 4:43 (Vaananen/Sjolund/Kristensson/Lof)
6. A Burning Arrow - 2:50 (Lindgren/Lof/Sjolund)
7. En Döende Mans Förbannelse (The Curse Of A Dying Man) - 3:34 (Vaananen/Lof/Lindgren/Sjolund)
8. Hednaland (Heathen Land) - 3:34 (Lindgren/Lof)
9. Wotan's Fire - 4:32  (Lindgren)
10. Going Berserk - 5:09 (Vaananen/Lof/Lindgren)

## Créditos

### Thyrfing
- Thomas Väänänen: Voces
- Patrik Lindgren: Guitarra
- Peter Löf: Teclados
- Kimmy Sjölund: Bajo
- Joakim Kristensson: Batería

### Otros músicos
- Voces en "Raven Eyes" por Henrik Svesgjo
- Gritos en "Going Berserk" por Vaananen, Kristensson, Lindgren, Manson & Svesgjo
- Todas la voces limpias por Markel Manson

## Producción
- Producido por Thyrfing
- Ingenieros de sonido Tomas Skogsberg y Fred Estby
- Mezclado por Tomas Skogsberg y Thyrfing

- Datos: Q5398654